# Faint Object Camera

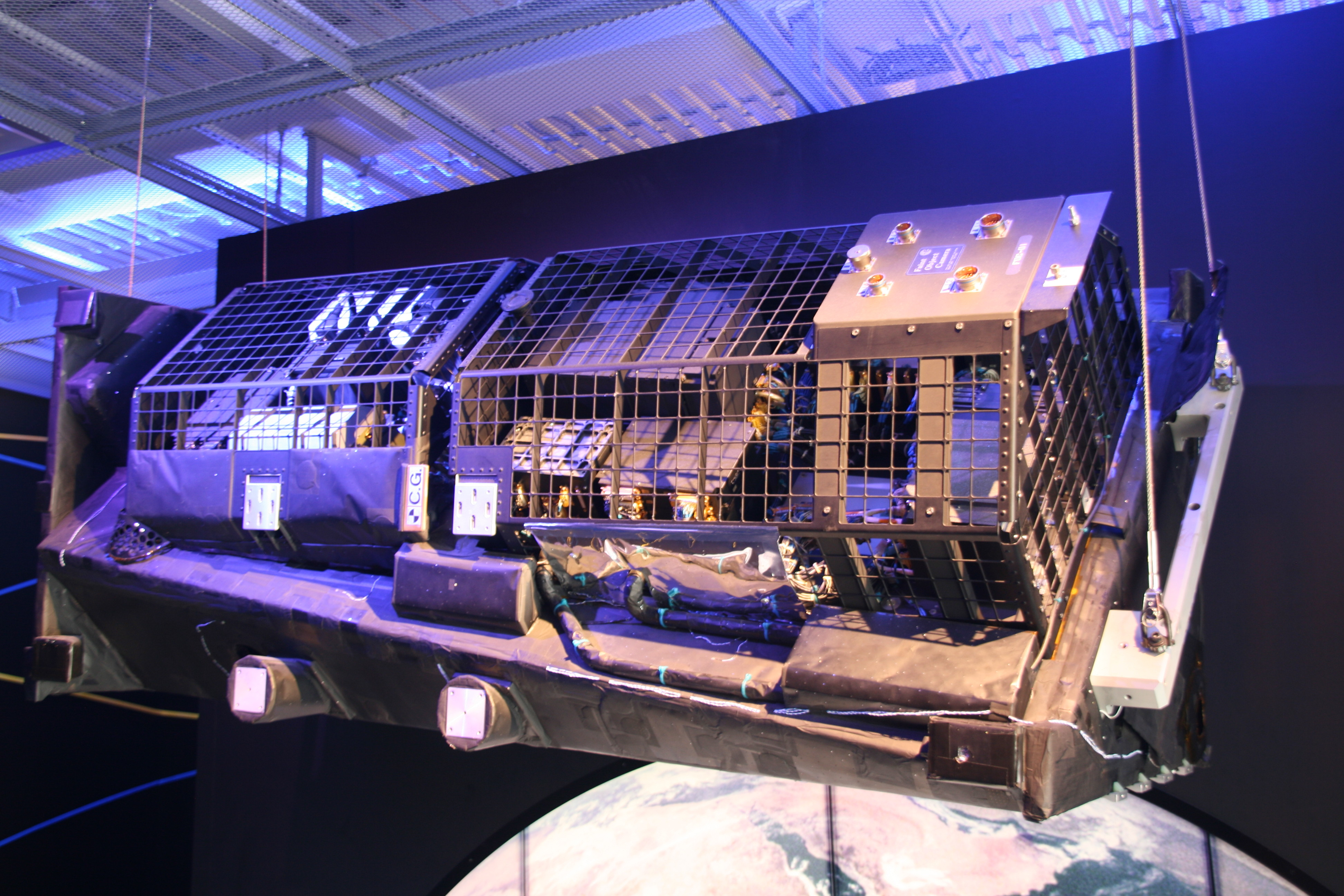
Die Faint Object Camera im Dornier-Museum

Die Faint Object Camera (FOC) war eine Kamera an Bord des Hubble-Weltraumteleskops. Sie diente der Beobachtung extrem lichtschwacher Objekte im UV-Licht zwischen 115 und 650 Nanometern Wellenlänge. Die Faint Object Camera war vom Start des Hubble-Weltraumteleskops im April 1990 an in Betrieb. Sie wurde nach 12 Jahren Einsatz im Weltraum bei einer Wartung des Teleskopes im März 2002 durch eine andere Kamera, die Advanced Camera for Surveys, ersetzt und zur Erde zurückgebracht.
Die Faint Object Camera wurde im Auftrag der ESA (Europäische Weltraumorganisation) von der Dornier-System GmbH in Friedrichshafen entwickelt und gebaut. Sie ist jetzt im Dornier-Museum in Friedrichshafen ausgestellt.